# Дубрівка (Хустський район)
Дубрівка — село в Україні, у Закарпатській області, Хустському районі.
Село входить до складу Іршавської міської громади. Розташована на правому березі річки Боржави, на шосейному шляху Іршава — Кушниця, за 4 км від центру громади. Залізнична станція на вузькоколійці Берегове — Кушниця. Населення — 1131 чоловік.
У Дубрівці є школа 1-3 ступенів, клуб, бібліотека. За радянських часів збудовано 135 будинків, нове приміщення школи та ін. громадські споруди.
Легенда про село Дубрівка
Першим поселенцем був Мельник Данило, який доглядав за лісом, дбав про його мешканців. Данило мав єдину сестру, яку звали Боржавою.
Одного разу вирішив Данило побудувати село. Сестра не погодилася з його думкою, бо сама хотіла стати засновницею. Боржава поселилася між двома берегами, проте вона мала двох дочок. На правому боці жила старша дочка, а на лівому — молодша. Данило більш любив молодшу племінницю, тому вирішив приєднати її до себе. Боржава дуже розгнівалася і дала слово, що більше не прийме свою дочку. Навіть з сестрою заборонила бачитися. І вже через багато років, коли і на правому, і на лівому берегах поселилися люди, сестер поєднав міст.
Річку, яка розділяла два береги, назвали на честь матері дочок — Боржавою. Село, де жила старша сестра назвали Великою Розтокою, а село, де жила менша сестра — Малою Розтокою. Місцевість, де жив Данило, назвали Дубрівкою.
Вперше село згадується в писемних джерелах 1447 року.
Cserhalom, Dobroka (в угорських джерелах), Doubravka nad Borzavov (в чехословацьких джерелах).
В західній околиці Дубрівки, в урочищі Могилки — кургани куштановицької культури.
За переказами старожила, село спочатку знаходилося на пагорбі «Гора». До 1918 року, село називалося «Дубрівка над Боржавою». У Дубрівці жили русини та євреї. Найбагатшим євреєм був Амбруш. Населення села займалося землеробством та скотарством. Але історичних документів, які відображали події 15-16 ст. не збереглося. Тому мало відома історія цього періоду нашого села. Та відомо, що в селі була церква, про це свідчить запис у книзі М.Лучкая « Дубрівка хай буде матірною церквою, філіями хай будуть Іршава та Осій.»
На околиці села знаходиться цегельний завод, який працює на основі Приборжавського філіалу. А біля заводу є штучне озеро, яке має назву «Кар'єр».
Колись давно, на тому місці, люди брали червону глину, для виготовлення цегли. Внаслідок цього і утворилося це озеро.
Під час фашистської окупації з села було вивезено понад 240 чоловік на каторжні роботи до Німеччини та Угорщини.
25 жовтня 1944 року Дубрівку визволено від окупації, 26 селян вступило добровольцями в Червону Армію.

## Храми
Церква Різдва пр. богородиці. 1821.
У 1692 р. матірна церква була в Дубровці, а філія — в Іршаві. У 1797 р. згадують маленьку дерев'яну церкву. На початок XX ст. в селі було 595 вірників.
Теперішня церква — мурована базиліка гарних пропорцій, споруджена за священика Луки Васька. Можливо, 1821 р. є початком робіт, оскільки названо і 1828 як рік будівництва храму. У 1991 р. церкву повернуто греко-католикам.
Обслуговує громаду о. Іван Кіш. Поряд — дерев'яна одноярусна каркасна дзвіниця з двома дзвонами. На малому дзвоні — напис: «+ С: В: POSSESSIO DOBRKA ANNO 1793»
Церква Різдва пр. богородиці. 1995.
Дерев'яну церкву Різдва пр. богородиці, збудовану в 1926 р., у 1992 р. обмуровали стінами нової цегляної церкви і розібрали.
Нова церква має форму базиліки з високою бароковою вежею на західному фасаді, притвори обабіч нави увінчано бароковими главками. Довжина церкви становить 25 м, ширина — 11 м, висота вежі — 26 м. Церкву збудували на кошти мешканців села. Ділянку землі при старій трасі виділив І. Демчик.
Будівельні роботи розпочали в 1990 p., a завершили будівництво, яке очолював Василь Скоблей, у 1994 р. Ікони намалював Іван Андрішко з Приборжавського в 1998 р., а іконостас встановили в 1999 р.
Організували і спрямовували непросту справу спорудження церкви нині покійні священик Іван Бобіта та куратор Андрій Луцанич. Першим священиком у новій церкві став о. Дмитро Булатко. У 1998 р. біля церкви місцеві майстри спорудили муровану дзвіницю.
Жіночий Свято-Іоанно-Предтеченський жіночий монастир Мукачівської єпархії Української Православної Церкви. Засновником церкви і скиту святого Іоанна Предтечі, що знаходиться на околиці села Дубрівка — був о. Феодосій — Георгій (Юрій) Боршош — уроджениць села Великі Ком'яти. У 1924 р.о. Феодосій звернувся до владики з проханням дозволити йому будівництво чоловічого скиту на честь Іоанна Предтечі. Одержавши благословіння владики, о. Феодосій підшукав недалеко від села зручне місце в урочищі «Гора», купив у Василя Білака невелику земельну ділянку й у вересні 1925 р. розпочав будівництво. Фундамент мурували з каменю, який брали на території майбутнього монастиря. А на весні 1926 р. заходилися вималювати цеглу, а воду доводилося возити в бочках за кілька кілометрів. 
Будівництво храму було закінчено в 1935 році. В 1940—1941 рр.церкву розмалював художник Федір Гогола з Білок. В 1959—1960 рр.монастир було закрито. . В 1991 році відремонтовано стараннями та працею о. Дмитра Булатка (зараз покійного). До відновлення монастиря доклала зусиль і ігуменія Феодосія (зараз теж покійна) з 14 сестрами. В 1998 році монастир відновили.

## Населення
Згідно з переписом УРСР 1989 року чисельність наявного населення села становила 1137 осіб, з яких 555 чоловіків та 582 жінки.
За переписом населення України 2001 року в селі мешкала 1131 особа.

### Мова
Розподіл населення за рідною мовою за даними перепису 2001 року:
| Мова       | Відсоток |
| ---------- | -------- |
| українська | 99,20 %  |
| російська  | 0,53 %   |
| угорська   | 0,18 %   |
| білоруська | 0,09 %   |

## Туристичні місця
- в урочищі Могилки — кургани куштановицької культури.
-  штучне озеро, яке має назву «Кар'єр».
- Жіночий Свято-Іоанно-Предтеченський жіночий монастир
- храм Різдва пр. богородиці. 1821.